# Renault Samsung Motors
Renault Samsung Motors är ett bilmärke som till 70% ägs av franska Renault, resten av Samsung och några koreanska banker.
Tillverkningen kom igång 1998 och sköttes då av Samsungs dotterbolag Samsung Motors . Under de första åren drabbades man av en ekonomisk kris som gjorde att man år 2000 sålde majoriteten av bolaget för 512 miljoner amerikanska dollar. Idag består modellprogrammet mestadels av licenstillverkade Nissanmodeller som endast säljs på den koreanska marknaden.

## Bilmodeller (urval)
- Samsung SM7
- Samsung SM5
- Samsung SM3
- Samsung SV110